# Jeff Tambellini
Jeff Tambellini (né le 13 avril 1984 à Calgary, dans la province de  l'Alberta au Canada) est un joueur professionnel canadien de hockey sur glace.

## Carrière
Tambellini joua durant deux saisons pour les Chiefs de Chilliwack de la Ligue de hockey de la Colombie-Britannique avant de rejoindre en 2002 les Wolverines de l'université du Michigan.
Il fut réclamé l'année suivante lors de la première ronde du repêchage d'entrée dans la LNH par les Kings de Los Angeles. Le jeune ailier retourna néanmoins avec le club universitaire pour deux autres saison, prenant part en 2004 au Championnat du monde junior de hockey sur glace.
Devenant joueur professionnel en 2005, il rejoint le club affilié aux Kings dans la Ligue américaine de hockey, les Monarchs de Manchester. Il fera également ses débuts dans la grande ligue durant cette même saison. À la date limite des transactions dans la LNH, soit au début du mois de mars 2006, l'Albertain se voit être échangé par les Kings aux Islanders de New York.
Le 1er juillet 2010, il signe un contrat en tant qu'agent libre avec les Canucks de Vancouver.
Lors de l'été 2011, il signe un contrat avec le ZSC Lions.
Janvier 2015, d'un commun accord avec les dirigeants, Jeff Tambellini quitte le club du HC Fribourg-Gottéron de la LNA pour rejoindre le club suédois des Växjö Lakers. Les Lakers remportent le Trophée Le Mat 2015.

## Statistiques

### Statistiques en club
| Saison     | Équipe                     | Ligue      |     | Saison régulière | Saison régulière | Saison régulière | Saison régulière | Saison régulière |    | Séries éliminatoires | Séries éliminatoires | Séries éliminatoires | Séries éliminatoires | Séries éliminatoires |
| Saison     | Équipe                     | Ligue      | PJ  | B                | A                | Pts              | Pun              | PJ               | B  | A                    | Pts                  | Pun                  |                      |                      |
| 2000-2001  | Chiefs de Chilliwack       | BCHL       | 54  | 21               | 30               | 51               | 13               | -                | -  | -                    | -                    | -                    |                      |                      |
| 2001-2002  | Chiefs de Chilliwack       | BCHL       | 34  | 46               | 71               | 117              | 23               | 29               | 27 | 27                   | 54                   | --                   |                      |                      |
| 2002-2003  | Wolverines du Michigan     | CCHA       | 43  | 26               | 19               | 45               | 24               | -                | -  | -                    | -                    | -                    |                      |                      |
| 2003-2004  | Wolverines du Michigan     | CCHA       | 39  | 15               | 12               | 27               | 18               | -                | -  | -                    | -                    | -                    |                      |                      |
| 2004-2005  | Wolverines du Michigan     | CCHA       | 42  | 24               | 33               | 57               | 32               | -                | -  | -                    | -                    | -                    |                      |                      |
| 2005-2006  | Monarchs de Manchester     | LAH        | 56  | 25               | 31               | 56               | 26               | -                | -  | -                    | -                    | -                    |                      |                      |
| 2005-2006  | Kings de Los Angeles       | LNH        | 4   | 0                | 0                | 0                | 2                | -                | -  | -                    | -                    | -                    |                      |                      |
| 2005-2006  | Islanders de New York      | LNH        | 21  | 1                | 3                | 4                | 8                | -                | -  | -                    | -                    | -                    |                      |                      |
| 2005-2006  | Sound Tigers de Bridgeport | LAH        | -   | -                | -                | -                | -                | 7                | 1  | 2                    | 3                    | 2                    |                      |                      |
| 2006-2007  | Islanders de New York      | LNH        | 23  | 2                | 7                | 9                | 6                | -                | -  | -                    | -                    | -                    |                      |                      |
| 2006-2007  | Sound Tigers de Bridgeport | LAH        | 50  | 30               | 29               | 59               | 46               | -                | -  | -                    | -                    | -                    |                      |                      |
| 2007-2008  | Islanders de New York      | LNH        | 31  | 1                | 3                | 4                | 8                | -                | -  | -                    | -                    | -                    |                      |                      |
| 2007-2008  | Sound Tigers de Bridgeport | LAH        | 57  | 38               | 38               | 76               | 38               | -                | -  | -                    | -                    | -                    |                      |                      |
| 2008-2009  | Islanders de New York      | LNH        | 65  | 7                | 8                | 15               | 32               | -                | -  | -                    | -                    | -                    |                      |                      |
| 2008-2009  | Sound Tigers de Bridgeport | LAH        | 6   | 3                | 0                | 3                | 2                | -                | -  | -                    | -                    | -                    |                      |                      |
| 2009-2010  | Islanders de New York      | LNH        | 36  | 7                | 7                | 14               | 14               | -                | -  | -                    | -                    | -                    |                      |                      |
| 2010-2011  | Moose du Manitoba          | LAH        | 7   | 5                | 2                | 7                | 0                | -                | -  | -                    | -                    | -                    |                      |                      |
| 2010-2011  | Canucks de Vancouver       | LNH        | 62  | 6                | 8                | 17               | 18               | 6                | 0  | 0                    | 0                    | 2                    |                      |                      |
| 2011-2012  | ZSC Lions                  | LNA        | 50  | 23               | 22               | 45               | 14               | 15               | 4  | 8                    | 12                   | 4                    |                      |                      |
| 2012-2013  | ZSC Lions                  | LNA        | 27  | 5                | 7                | 12               | 14               | -                | -  | -                    | -                    | -                    |                      |                      |
| 2013-2014  | MODO Hockey                | SHL        | 45  | 13               | 7                | 20               | 32               | -                | -  | -                    | -                    | -                    |                      |                      |
| 2014-2015  | HC Fribourg-Gottéron       | LNA        | 30  | 5                | 8                | 13               | 10               | -                | -  | -                    | -                    | -                    |                      |                      |
| 2014-2015  | Växjö Lakers HC            | SHL        | 20  | 6                | 3                | 9                | 2                | 18               | 5  | 8                    | 13                   | 2                    |                      |                      |
| 2015-2016  | Crunch de Syracuse         | LAH        | 65  | 29               | 20               | 49               | 22               | -                | -  | -                    | -                    | -                    |                      |                      |
| 2016-2017  | Djurgårdens IF             | SHL        | 41  | 4                | 5                | 9                | 18               | -                | -  | -                    | -                    | -                    |                      |                      |
| 2016-2017  | Växjö Lakers HC            | SHL        | 10  | 0                | 0                | 0                | 2                | 6                | 0  | 3                    | 3                    | 0                    |                      |                      |
| Totaux LNH | Totaux LNH                 | Totaux LNH | 242 | 27               | 36               | 63               | 88               | 6                | 0  | 0                    | 0                    | 2                    |                      |                      |

### En équipe nationale
| Année | Équipe | Compétition |   | PJ | B | A | Pts | Pun               |  | Résultat |
| 2004  | Canada | CM Jr.      | 6 | 2  | 3 | 5 | 0   | Médaille d'argent |  |          |

## Honneurs et trophées
- International
  - Vainqueur de la médaille d'argent avec l'équipe junior du Canada lors du Championnat du monde junior de hockey sur glace de 2004.
- Ligue de hockey de la Colombie-Britannique
  - Membre de la première équipe d'étoiles en 2002.
  - Meilleur joueur de la ligue (League MVP) en 2002.
  - Nommé le joueur de l'année au niveau junior A canadien en 2002.
- National Collegiate Athletic Association
  - Membre de l'équipe d'étoiles des recrues de la CCHA en 2003.
  - Membre de la première équipe d'étoiles de la CCHA en 2005.
  - Membre de la deuxième équipe d'étoiles de l'ouest des États-Unis (NCAA) en 2005

## Transactions
- 2003 : repêché au premier tour par les Kings de Los Angeles (2e choix de l'équipe, 27e au total).
- 8 mars 2006 : échangé par les Kings avec Denis Grebechkov aux Islanders de New York en retour de Mark Parrish et de Brent Sopel.
- 1er juillet 2010 : signe un contrat en tant qu'agent libre avec les Canucks de Vancouver.
- 6 juillet 2011 : signe un contrat en tant qu'agent libre avec les ZSC Lions.
- 5 juillet 2015 : signe un contrat en tant qu'agent libre avec le Lightning de Tampa Bay.

## Parenté dans le sport
Son grand-père Addie Tambellini fut membre de l'équipe des Smoke Eaters de Trail qui remporta la médaille d'or pour le Canada lors du Championnat du monde de hockey sur glace 1961. Les Smoke Eaters furent lors de cette occasion la dernière équipe de niveau amateur à représenter le Canada aux championnats mondiaux.
Son père Steve Tambellini joua durant dix saisons dans la LNH, remportant la Coupe Stanley avec les Islanders en 1980. Il est le directeur-général des Oilers d'Edmonton de 2008 à 2013. Son frère Adam est également joueur professionnel.